# Ashikaga Yoshimasa
Yoshimasa Ashikaga (足利 義政, Ashikaga Yoshimasa, 20 janvier 1435-27 janvier 1490) est le huitième des shoguns Ashikaga de la période Muromachi de l'histoire du Japon. Yoshimasa était le fils du sixième shogun, Yoshinori Ashikaga et frère du septième, Yoshikatsu. Il a régné de 1449 à 1473.

## Biographie
Six ans après la mort de son frère ainé Yoshikatsu en 1443, Yoshimasa, alors adolescent, devient seii taishogun.
Le règne de Yoshimasa voit la croissance de la culture Higashiyama, célèbre pour la cérémonie du thé, l'art japonais de l'arrangement floral (kado ou ikebana) le théâtre nô et la peinture à l'encre de Chine. La culture Higashiyama est très influencée par le bouddhisme zen et voit la montée des esthétiques japonaises wabi-sabi et l'harmonisation de la cour impériale (kuge) et de la culture samouraï.
En 1464, Yoshimasa n'ayant toujours pas d'héritier, il désigne son frère Ashikaga Yoshimi en tant que successeur. Cependant, l'année suivante, à la naissance de son fils Yoshihisa, il change d'avis et désigne celui-ci comme héritier. À cause de l'entremise des seigneurs Katsumoto Hosokawa et Sōzen Yamana, soutenant chacun l'un des deux héritiers, cette situation dégénère en 1467 en un conflit appelé guerre d'Ōnin, qui durera jusqu'en 1477 et démarrera la période Sengoku de l'histoire du Japon, d'une durée d'un siècle. Au milieu du conflit, Yoshimasa se retire en 1473, abandonnant la position de seii taishogun à son fils Yoshihisa.
En 1489, Yoshimasa, retiré, fait construire le temple du Ginkaku-ji, ou « pavillon d'Argent » à Kyōto.